# Versonnex (Alta Saboia)
Versonnex é uma comuna francesa na região administrativa de Auvérnia-Ródano-Alpes, no departamento da Alta Saboia. Estende-se por uma área de 4.18 km². Em 2010 a comuna tinha 639 habitantes (densidade: 152,9 hab./km²).